# Exetastes obscurus
Exetastes obscurus là một loài tò vò trong họ Ichneumonidae.